# Metacyclops distans
Metacyclops distans is een eenoogkreeftjessoort uit de familie van de Cyclopidae. De wetenschappelijke naam van de soort is voor het eerst geldig gepubliceerd in 1956 door Kiefer.